# Saison 3 des Désastreuses Aventures des orphelins Baudelaire
Chronologie
Saison 2
Cet article présente le guide des épisodes de la troisième et dernière saison de la série télévisée américaine Les Désastreuses Aventures des orphelins Baudelaire.

## Synopsis de la saison
Les orphelins Baudelaire pensaient avoir survécu au pire après avoir échappé à l'horrible attaque du comte Olaf au cirque. Malheureusement, le pire reste encore à venir : le comte et sa bande ont réussi à mettre la main sur Prunille ! De leurs côté, Violette et Klaus se précipitent vers une mort certaine.
Les orphelins vont devoir survivre pour affronter le comte une bonne fois pour toutes et découvrir les derniers secrets de cette histoire sordide. Ils devront donc être plus unis que jamais pour affronter les derniers dangers et leurs ennemis de plus en plus nombreux.

## Généralités
- La saison sera diffusée globalement le 1er janvier 2019 dans tous les pays disposant d'un service Netflix.
- Cette saison adapte les quatre derniers volumes de la série littéraire du même nom de Lemony Snicket : La Pente glissante, La Grotte Gorgone, Le Pénultième Péril et La Fin.
- Le roman La Fin est le seul de la série à être adapté en un seul et unique épisode. Les volumes précédents ayant tous été adaptés en deux épisodes.
- Lors des précédentes saisons, les titres français des épisodes suivaient les titres des romans. Dans cette troisième saison, La Pente glissante devient Une Pente glissante et Le Pénultième Péril devient L'Avant-dernier danger.

## Distribution

### Acteurs principaux
- Neil Patrick Harris (VF : Vincent Ropion) : Le comte Olaf
- Malina Weissman (VF : Clara Quilichini) : Violette Baudelaire
- Louis Hynes (VF : Kaycie Chase) : Klaus Baudelaire
- Presley Smith (VO : Tara Strong ; VF : Vito Forlani) : Prunille Baudelaire
- Patrick Warburton (VF : Jérémie Covillault) : Lemony Snicket
- K. Todd Freeman (VF : Jean-Louis Faure) : Mr. Arthur Poe
- Lucy Punch (VF : Véronique Desmadryl) : Esmé Salomon d'Eschemizerre
- Dylan Kingwell (VF : Jean-Stan DuPac) : Duncan et Quigley Beauxdraps

### Acteurs récurrents
- Usman Ally (VF : Franck Sportis) : Fernald Virelevent / L'Homme aux Crochets
- Kitana Turnbull (VF : Cerise Calixte) : Carmélita Spats
- Allison Williams (VF : Laura Préjean) : Kit Snicket

### Acteurs par opus
1. Acteurs apparaissant dans plusieurs opus
  - Richard E. Grant (VF : Luc Bernard) : l'homme avec une barbe mais pas de cheveux (Une Pente glissante et L'Avant-dernier danger)
  - Beth Grant (VF : Béatrice Delfe) : la femme avec des cheveux mais pas de barbe (Une Pente glissante et L'Avant-dernier danger)
  - Matty Cardarople (VF : Christophe Gauzeran) : la Montagne Vivante (Une Pente glissante et La Fin)
  - John DeSantis (VF : Grégory Quidel) : l’Homme-Chauve (Une Pente glissante et La Fin)
  - Jacqueline et Joyce Robbins (VF : Denise Metmer) : les Femmes Poudrées (Une Pente glissante et La Fin)
  - Kassius Nelson (VF : Adeline Germaneau) : Fiona Virelevent (La Grotte Gorgone et La Fin)
  - Morena Baccarin (VF : Laurence Bréheret) : Béatrice Baudelaire (L'Avant-dernier danger et La Fin)
2. Une Pente glissante
  - Keegan Connor Tracy : Brucie
  - Robbie Amell (VF : Stéphane Miquel) : Kevin
  - Kevin Cahoon (VF : Mathias Casartelli) : Hugo
  - Bonnie Morgan (VF : Sophie Riffont) : Colette
  - BJ Harrison (VF : Marie-Martine (actrice)) : Mme Bass
3. La Grotte Gorgone
  - Chris Gauthier (VF : Nicolas Justamon) : Phil
  - Flossie McKnight (VF : Cléo Anton) : l'employée des sous-marins
4. L'Avant-dernier danger
  - Max Greenfield : Dewey, Frank et Ernest Dénouement
  - Roger Bart (VF : Philippe Peythieu) : le proviseur-adjoint Néron
  - Tony Hale (VF : Thierry Ragueneau) : Jérôme Salomon d'Eschemizerre
  - Kerri Kenney-Silver (VF : Blanche Ravalec) : Babs
  - Patrick Breen (VF : Fabien Briche) : Larry
  - Joan Cusack (VF : Josiane Pinson) : la juge Judith Sybil Abbott
  - Eric Keenleyside : le chef des pompiers
  - Carol Mansell : Jemma
  - Lauren McGibbon (VF : Fanny Fourquez) : la volontaire blonde
  - Rob LaBelle (VF : Thierry Gondet) : le chauffeur de taxi
5. La Fin
  - Peter MacNicol : Ishmael
  - Nakai Takawira : Vendredi Caliban
  - Angela Moore : Miranda Caliban
  - Simon Chin (VF : Eric Marchal) : Alonso
  - Angelina Capozzoli : Beatrice Baudelaire II
  - Matthew James Dowden : Bertrand Baudelaire
  - Avi Lake : Isadora Beauxdraps

## Épisodes

### Épisode 1:Une Pente glissante: Partie 1
- : 1er janvier 2019 sur Netflix

- Richard E. Grant (VF : Luc Bernard) : l'homme avec une barbe mais pas de cheveux
- Beth Grant (VF : Béatrice Delfe) : la femme avec des cheveux mais pas de barbe
- Keegan Connor Tracy : Brucie
- Matty Cardarople (VF : Christophe Gauzeran) : la Montagne Vivante
- John DeSantis (VF : Grégory Quidel) : l’Homme-Chauve
- Jacqueline et Joyce Robbins (VF : Denise Metmer) : les Femmes Poudrées
- Robbie Amell (VF : Stéphane Miquel) : Kevin
- Kevin Cahoon (VF : Mathias Casartelli) : Hugo
- Bonnie Morgan (VF : Sophie Riffont) : Colette
- BJ Harrison (VF : Marie-Martine (actrice)) : Mme Bass

### Épisode 2:Une Pente glissante: Partie 2
- : 1er janvier 2019 sur Netflix

- Richard E. Grant (VF : Luc Bernard) : l'homme avec une barbe mais pas de cheveux
- Beth Grant (VF : Béatrice Delfe) : la femme avec des cheveux mais pas de barbe
- Keegan Connor Tracy : Brucie
- Matty Cardarople (VF : Christophe Gauzeran) : la Montagne Vivante
- John DeSantis (VF : Grégory Quidel) : l’Homme-Chauve
- Jacqueline et Joyce Robbins (VF : Denise Metmer) : les Femmes Poudrées

### Épisode 3:La Grotte Gorgone: Partie 1
- : 1er janvier 2019 sur Netflix

- Kassius Nelson (VF : Adeline Germaneau) : Fiona Virelevent
- Chris Gauthier (VF : Nicolas Justamon) : Phil
- Flossie McKnight (VF : Cléo Anton) : l'employée des sous-marins

### Épisode 4:La Grotte Gorgone: Partie 2
- : 1er janvier 2019 sur Netflix

- Kassius Nelson (VF : Adeline Germaneau) : Fiona Virelevent
- Chris Gauthier (VF : Nicolas Justamon) : Phil

### Épisode 5:L'Avant-dernier danger: Partie 1
- : 1er janvier 2019 sur Netflix

- Max Greenfield : Dewey, Frank et Ernest Dénouement
- Roger Bart (VF : Philippe Peythieu) : le proviseur-adjoint Néron
- Tony Hale (VF : Thierry Ragueneau) : Jérôme Salomon d'Eschemizerre
- Kerri Kenney-Silver (VF : Blanche Ravalec) : Babs
- Patrick Breen (VF : Fabien Briche) : Larry
- Joan Cusack (VF : Josiane Pinson) : la juge Judith Sybil Abbott

### Épisode 6:L'Avant-dernier danger: Partie 2
- : 1er janvier 2019 sur Netflix

- Max Greenfield : Dewey, Frank et Ernest Denouement
- Morena Baccarin (VF : Laurence Bréheret) : Béatrice Baudelaire
- Eric Keenleyside : le chef des pompiers
- Roger Bart (VF : Philippe Peythieu) : le proviseur-adjoint Néron
- Tony Hale (VF : Thierry Ragueneau) : Jérôme Salomon d'Eschemizerre
- Kerri Kenney-Silver (VF : Blanche Ravalec) : Babs
- Joan Cusack (VF : Josiane Pinson) : la juge Judith Sybil Abbott
- Carol Mansell : Jemma
- Lauren McGibbon (VF : Fanny Fourquez) : la volontaire blonde
- Rob LaBelle (VF : Thierry Gondet) : le chauffeur de taxi
- Richard E. Grant (VF : Luc Bernard) : l'homme avec une barbe mais pas de cheveux
- Beth Grant (VF : Béatrice Delfe) : la femme avec des cheveux mais pas de barbe

### Épisode 7:La Fin
- : 1er janvier 2019 sur Netflix

- Peter MacNicol : Ishmael
- Nakai Takawira : Vendredi Caliban
- Angela Moore : Miranda Caliban
- Simon Chin (VF : Eric Marchal) : Alonso
- Angelina Capozzoli : Beatrice Baudelaire II
- Matthew James Dowden : Bertrand Baudelaire
- Morena Baccarin (VF : Laurence Bréheret) :Béatrice Baudelaire
- Avi Lake : Isadora Beauxdraps
- Kassius Nelson (VF : Adeline Germaneau) : Fiona Virelevent
- Matty Cardarople (VF : Christophe Gauzeran) : la Montagne Vivante
- John DeSantis (VF : Grégory Quidel) : l’Homme-Chauve
- Jacqueline et Joyce Robbins (VF : Denise Metmer) : les Femmes Poudrées